# Dargikowo
Dargikowo (deutsch Darkow) ist ein Dorf in der polnischen Woiwodschaft Westpommern und gehört zur Gmina Białogard (Gemeinde Belgard) im Powiat Białogardzki (Belgarder Kreis).

## Geographische Lage
Dargikowo liegt vier Kilometer östlich von Białogard und ist von der Kreisstadt aus über eine Nebenstraßenverbindung zu erreichen. Nächste Bahnstation ist Białogard.

## Ortsgeschichte
Darkow war ein Bauerndorf, das 1931 eine Fläche von 1043,9 Hektar aufwies. Betriebe von zehn bis dreihundert Morgen besorgten hier die Landwirtschaft, daneben gab es noch sechs Tagelöhnerhäuser und ein Gemeindehaus. Vor allen Dingen wurde Roggen, Hafer, Weizen, Kartoffeln und Futterrüben angebaut, der Obstertrag reichte lediglich für den Eigenbedarf.
Die Gemeinde Darkow gehörte zum Amts- und Standesamtsbezirk Pumlow. Letzte Amtsinhaber vor 1945 waren Bürgermeister Ernst Schwandt, Amtsvorsteher Artur Götzke sowie Standesbeamter Klemp. Der Landjägermeister aus Siedkow nahm die polizeilichen Aufgaben wahr, Amtsgerichtsbezirk war Belgard.
Darkow wurde in den ersten Märztagen ohne Kämpfe und Zerstörungen von sowjetischen Truppen besetzt. Die geflüchteten Einwohner wurden nach wenigen Kilometern von der Roten Armee überholt und zur Rückkehr gezwungen. Die Vertreibung der Bevölkerung fand in den Jahren 1946 und 1947 statt. Darkow gehört seither als Dargikowo zu Polen.

## Kirche
Darkow gehörte mit Pumlow, Klempin und Dubberow zum Kirchspiel Siedkow im Kirchenkreis Belgard der Kirchenprovinz Pommern der evangelischen Kirche der Altpreußischen Union. Im Jahre 1940 zählte das Kirchspiel insgesamt 2151 Gemeindeglieder. Das Kirchenpatronat hatte Rittergutsbesitzer von Kleist in Dubberow inne.
Heute gehört Dargikowo zur Parochie Koszalin (Köslin) in der Diözese Pommern-Großpolen der Evangelisch-Augsburgischen Kirche in Polen.

## Schule
Seit spätestens 1770 hatte Darkow ein dorfeigenes Schulhaus. 1795 reichte Pastor Frankenfeld im Einvernehmen mit der Gemeinde beim Königlichen Konsistorium in Köslin einen Antrag auf Errichtung eines neuen Schulgebäudes als Ersatz für das jetzige, baufällige Haus ein. Das Gesuch wurde abschlägig beschieden. Erst 1820 gelang es, aus eigenen Mitteln ein neues, repräsentatives Schulhaus zu errichten.
Als 1840  mit einer Schülerzahl von vierzig Kindern die Schulstube zu klein geworden war, baute man an der Ostseite des Hauses aus Scheune und Stallung eine neue, und endlich gab es 1866 die Einweihung eines gänzlich neuen Schulhauses zu feiern.